# New York Knicks 1963-1964
La stagione 1963-64 dei New York Knicks fu la 18ª nella NBA per la franchigia.
I New York Knicks arrivarono quarti nella Eastern Division con un record di 22–58, non qualificandosi per i play-off.

## Roster
| N° | Naz.                   | Ruolo | Sportivo        | Anno | Alt. | Peso |
| -- | ---------------------- | ----- | --------------- | ---- | ---- | ---- |
| 3  | Stati Uniti (bandiera) | G     | Al Butler       | 1938 | 188  | 79   |
| 4  | Stati Uniti (bandiera) | GA    | Art Heyman      | 1941 | 196  | 93   |
| 5  | Stati Uniti (bandiera) | AC    | Gene Conley     | 1930 | 203  | 102  |
| 6  | Stati Uniti (bandiera) | GA    | Tom Gola        | 1933 | 198  | 93   |
| 9  | Stati Uniti (bandiera) | G     | Bob Duffy       | 1940 | 191  | 84   |
| 9  | Stati Uniti (bandiera) | G     | Richie Guerin   | 1932 | 193  | 88   |
| 10 | Stati Uniti (bandiera) | AP    | Dave Budd       | 1938 | 198  | 93   |
| 11 | Stati Uniti (bandiera) | A     | Johnny Green    | 1933 | 196  | 91   |
| 12 | Stati Uniti (bandiera) | AC    | Bill McGill     | 1939 | 206  | 102  |
| 14 | Stati Uniti (bandiera) | A     | Bob Boozer      | 1937 | 203  | 98   |
| 14 | Stati Uniti (bandiera) | C     | Paul Hogue      | 1940 | 206  | 109  |
| 15 | Stati Uniti (bandiera) | P     | Johnny Egan     | 1939 | 180  | 82   |
| 18 | Stati Uniti (bandiera) | AP    | John Rudometkin | 1940 | 198  | 93   |
| 19 | Stati Uniti (bandiera) | G     | Donnie Butcher  | 1936 | 188  | 91   |
| 21 | Stati Uniti (bandiera) | P     | Jerry Harkness  | 1940 | 188  | 79   |
| 22 | Stati Uniti (bandiera) | C     | Bevo Nordmann   | 1939 | 208  | 102  |
| 23 | Stati Uniti (bandiera) | C     | Tom Hoover      | 1941 | 206  | 104  |
| 24 | Stati Uniti (bandiera) | AG    | Len Chappell    | 1941 | 203  | 109  |

## Staff tecnico
- Allenatore: Eddie Donovan